# Óoka Makoto
Óoka Makoto (japánul: 大岡信, Hepburn-átírással: Ōoka Makoto) (Misima, Sizuoka prefektúra, 1931. február 16. – Sizuoka, 2017. április 5.) japán költő, kritikus.
A Sizuoka prefektúrabeli Misimában született, apja vakaköltő volt. Japán irodalmat tanult a Tokiói Egyetemen, utóbb a Meidzsi Egyetemen irodalmat tanított. 1979-től 2007-ig állandó rovata volt az Aszahi Sinbunnál, amelyben mindennap közölt és értelmezett, kommentált egy-egy régi, illetve hagyományos stílusban íródott (néha saját) japán költeményt. Verseket, színdarabokat, filmforgatókönyveket, művészeti és irodalmi esszéket, kritikákat publikált, a japán PEN Klub elnöke is volt. 2003-ban a Kultúra-érdemrenddel tüntették ki.

## Fontosabb kötetei
- Kioku to genzai („Emlékezet és jelen”, 1956)
- Tódzsi no kakei („Egy züllött ember eredete”, 1969)
- Ki no Curajuki (tanulmány a Kokinsú szerkesztőjéről, 1971)
- Nihon siika kikó („Utazások a japán költészetben”, 1978)
- Oriori no uta („Versek minden alkalomra”, 1979-től több kötetben)